# アメリカ合衆国の世界遺産
アメリカ合衆国の世界遺産 （アメリカがっしゅうこくのせかいいさん）は、ユネスコの世界遺産に登録されているアメリカ合衆国国内の文化・自然遺産。
- この項目はプロジェクト:世界遺産に即して作成

## 文化遺産
- メサ・ヴェルデ - (1978年)
- 独立記念館 - (1979年)
- カホキア墳丘群州立史跡 - (1982年)
- プエルトリコのラ・フォルタレサとサンフアン歴史地区 - (1983年)
- 自由の女神像 ‐（1984年）
- チャコ文化 - (1987年)
- シャーロッツビルのモンティチェロとバージニア大学 - (1987年)
- タオス・プエブロ - (1992年)
- ポヴァティ・ポイント（英語版）の記念碑的土塁群 - (2014年)
- サン・アントニオ・ミッションズ -（2015年）

- フランク・ロイド・ライトの20世紀建築作品群 -（2019年）
  - 落水荘
  - グッゲンハイム美術館
  - ジェイコブス邸（英語版）
  - タリアセン（英語版）
  - タリアセン・ウェスト（英語版）
  - ホーリーホック邸（英語版）
  - ユニティ寺院（英語版）
  - ロビー邸（英語版）

## 自然遺産
- イエローストーン国立公園 - (1978年)
- クルエーン/ランゲル＝セント・イライアス/グレイシャー・ベイ/タッチェンシニー＝アルセク (1979年)[註 1]
- グランド・キャニオン国立公園 - (1979年)
- エバーグレーズ国立公園 - (1979年)
- レッドウッド国立公園 - (1980年)
- マンモス・ケーブ国立公園 - (1981年)
- オリンピック国立公園 - (1981年)
- グレート・スモーキー山脈国立公園 - (1983年)
- ヨセミテ国立公園 - (1984年)
- ハワイ火山国立公園 - (1987年)
- ウォータートン・グレイシャー国際平和自然公園 - (1995年)[註 1]
- カールズバッド洞窟群国立公園 - (1995年)

## 複合遺産
- パパハナウモクアケア - (2010年)

## 地域別

### アイダホ州
- イエローストーン

### アリゾナ州
- グランド・キャニオン国立公園
- タリアセン・ウェスト（フランク・ロイド・ライトの20世紀建築作品群）

### イリノイ州
- カホキア墳丘群州立史跡
- ユニティ寺院（フランク・ロイド・ライトの20世紀建築作品群）
- ロビー邸（フランク・ロイド・ライトの20世紀建築作品群）

### ヴァージニア州
- モンティチェロとバージニア大学

### ウィスコンシン州
- ジェイコブス邸（フランク・ロイド・ライトの20世紀建築作品群）
- タリアセン（フランク・ロイド・ライトの20世紀建築作品群）

### カリフォルニア州
- ヨセミテ国立公園
- レッドウッド国立公園
- ホーリーホック邸（フランク・ロイド・ライトの20世紀建築作品群）

### ケンタッキー州
- マンモス・ケーブ国立公園

### コロラド州
- メサ・ヴェルデ

### テキサス州
- サン・アントニオ・ミッションズ

### ニューメキシコ州
- カールズバッド洞窟群国立公園
- タオス・プエブロ
- チャコ文化

### ニューヨーク州
- 自由の女神像
- グッゲンハイム美術館（フランク・ロイド・ライトの20世紀建築作品群）

### ハワイ州
- ハワイ火山国立公園
- パパハナウモクアケア

### フロリダ州
- エバーグレーズ国立公園

### ペンシルベニア州
- 独立記念館
- 落水荘（フランク・ロイド・ライトの20世紀建築作品群）

### モンタナ州
- イエローストーン

### ルイジアナ州
- ポヴァティ・ポイントの記念碑的土塁群

### ワイオミング州
- イエローストーン

### ワシントン州
- オリンピック国立公園

### ※プエルトリコ
- プエルト・リコのラ・フォルタレサとサン・フアン歴史地区